# Якуб Будзановський
Якуб Будзановський (або Якуб Бодзановський; пол. Jakub Budzanowski; ? — після 1549) — польський шляхтич гербу Самсон, військовик, урядник і посідач маєтностей в Українських землях Королівства Польського.

## Життєпис
У 1535 році згаданий як галицький войський. Як військовик мав ранг ротмістра, добре себе зарекомендував у боях проти татарських нападників під командуванням Олександра Сенявського.
15 квітня 1540 р. король дав право магнату Янові Аморові Тарновському на пустинному місці, званому Сопільче (Топільче), спорудити місто (латинська назва - Tarnopolie, нині Тернопіль) та оборонний замок для захисту від частих нападів ординців. Дідичним війтом нового міста Тернополя призначався галицький войський Якуб Будзановський (з оплатою 200 флоринів), який також отримував право брати кожен шостий денар від чиншів та кожен третій — від грошових стягнень за рішенням суду. Крім того, . 
Сприяв спорудженню дерев'яного замку поблизу м. Буданів, який згодом спалили татари.
У 1546 році отримав ленним правом село Косів у Теребовельському повіті.
Його дружиною була Катажина із Золотників.